# Cecerleg
Cecerleg (mong. Цэцэрлэг) – miasto w Mongolii, stolica ajmaku północnochangajskiego, które wraz z okolicznymi wsiami tworzy somon Erdenbulgan.

## Charakterystyka
W 2010 roku liczyło 20,6 tys. mieszkańców. Prawie cała populacja reprezentowana jest przez Chałchasów. Początki osady wiążą się z powstaniem w XVIII w. (według Głabusia w 1631) dużego klasztoru lamajskiego Dzajyn chüree, który został zniszczony przez komunistów w 1937, ale część zabudowań przetrwała do dziś. W 1923 w związku z utworzeniem nowego ajmaku, Cecerleg został stolicą ajmaku, co spowodowało ożywiony rozwój miasta, m.in. powstanie jednego z pierwszych w kraju szpitali w latach 1925–1927. W latach 80. XX w. działał w mieście kombinat spożywczy. W pobliżu miasta znajduje się Port lotniczy Cecerleg.
Obecnie (2008) w mieście jest Muzeum Ajmaku ulokowane w pozostałościach starego klasztoru.